# Giovanni Zini
Pietro Giovanni Zini (Paderno Cremonese, 1º luglio 1894 – Cividale del Friuli, 2 agosto 1915) è stato un calciatore italiano, di ruolo portiere.
Morì mentre prestava servizio come barelliere durante la prima guerra mondiale a causa di una febbre tifoide.
A lui è intitolato lo stadio della città di Cremona.

## Carriera
Disputò i primi due campionati della storia della Cremonese, difendendone la porta e ottenendo, nel 1914, la promozione in  Prima Categoria.

## Palmarès
- Promozione: 1

Cremonese: 1913-1914